# John Bradfield
John Bradfield (ur. 26 grudnia 1867 w Sandgate, zm. 23 września 1943 w Sydney) – australijski inżynier, najbardziej znany jako pomysłodawca i współprojektant najsłynniejszego australijskiego mostu – Sydney Harbour Bridge.

## Życiorys

### Młodość
Pochodził ze stanu Queensland. W 1899 uzyskał licencjat, a siedem lat później magisterium z inżynierii na University of Sydney. W 1924 był pierwszą osobą w dziejach tej uczelni, która doktoryzowała się z inżynierii.

### Projekty w Sydney
Od 1891 był pracownikiem Departamentu Robót Publicznych kolonii (a później stanu) Nowa Południowa Walia. Jako młody inżynier pracował przy projektach związanych z regulacją rzeki Murrumbidgee. W 1913 został mianowany głównym inżynierem budowy elektrycznej kolejki miejskiej w Sydney. Był autorem tzw. planu Bradfielda, w którym postulował budowę podziemnej linii kolejowej w centrum Sydney, elektryfikację i rozbudowę istniejących odcinków podmiejskich oraz budowę mostu łączącego oba brzegi zatoki Port Jackson. Plan został zrealizowany tylko częściowo – pod koniec lat 20. ograniczono skalę inwestycji ze względu na Wielki Kryzys oraz fakt utraty przez kolej części pasażerów w wyniku upowszechniania się transportu samochodowego. Mimo to zaprojektowane przez Bradfiedla linie do dziś stanowią trzon sieci kolejowej w Sydney.
Najbardziej znanym elementem planu stał się jednak most Sydney Harbour Bridge. Jeszcze przed oddaniem mostu do użytku pojawiły się kontrowersje, kto dokładnie go zaprojektował. Zasługę tę przypisywali sobie zarówno Bradfield, jak i szef budującej most brytyjskiej firmy Dorman Long, Sir Ralph Freeman. Obecnie przyjmuje się, że Bradfield był pomysłodawcą mostu, autorem jego ogólnej koncepcji oraz specyfikacji przedstawionej oferentom podczas przetargu na jego budowę. Z kolei Freemanowi przypisywane jest wykonanie szczegółowego projektu, w oparciu o wytyczne Bradfiedla i pod jego nadzorem.

### Późniejsze życie
W późniejszym okresie życia Bradfield współpracował z władzami swego rodzinnego stanu Queensland, będąc projektantem i konsultantem przy budowie głównego mostu w Brisbane, jak i przedstawiając propozycje dotyczące gospodarki wodnej tej części Australii. Zmarł w 1943 w swoim domu na przedmieściach Sydney. Miał 75 lat.

## Upamiętnienie
Jego nazwiskiem nazwane zostały autostrady w obu miastach, gdzie stworzył ważne mosty (Sydney i Brisbane), a także okręg wyborczy Bradfield.